# Planorbis planorbis
Planorbis planorbis е вид охлюв от семейство Planorbidae. Видът не е застрашен от изчезване.

## Разпространение и местообитание
Разпространен е в Австрия, Албания, Алжир, Белгия, Босна и Херцеговина, България, Великобритания (Северна Ирландия), Германия, Гърция, Дания, Египет, Естония, Ирландия, Испания, Италия (Сардиния и Сицилия), Латвия, Литва, Лихтенщайн, Люксембург, Малта, Мароко, Нидерландия, Норвегия, Полша, Португалия, Северна Македония, Румъния, Русия (Калининград), Словакия, Словения, Украйна, Унгария, Финландия, Франция, Хърватия, Чехия, Швейцария и Швеция.